# Heterocallia pryeri
Heterocallia pryeri är en fjärilsart som beskrevs av Butler 1879. Heterocallia pryeri ingår i släktet Heterocallia och familjen mätare. Inga underarter finns listade i Catalogue of Life.